# کارلوس خیمنز دیاز

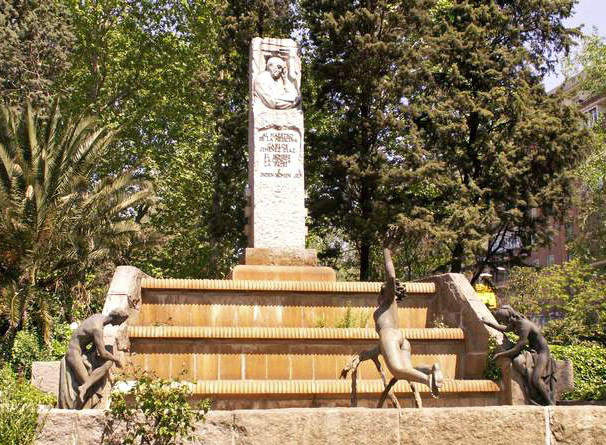
مجسمه‌ی کارلوس خیمنز دیاز

کارلوس خیمنز دیاز (انگلیسی: Carlos Jiménez Díaz; ۹ فوریهٔ ۱۸۹۸ – ۱۸ مهٔ ۱۹۶۷) پزشک و محقق بالینی اهل اسپانیا بود.